# Europees kampioenschap voetbal 2020 (achtste finale) België - Portugal
Dit artikel gaat over de wedstrijd in de achtste finales tussen België en Portugal die gespeeld werd op zondag 27 juni 2021 in het Estadio de La Cartuja te Sevilla tijdens het Europees kampioenschap voetbal 2020. Het duel was de veertigste wedstrijd van het toernooi en de vierde van de knock-outfase. België stroomde door naar de kwartfinales, destijds huidig kampioen Portugal werd uitgeschakeld.

## Voorafgaand aan de wedstrijd
- België bezat sinds 2018 de eerste plaats op de FIFA-wereldranglijst.[1] Portugal was op de vijfde plaats terug te vinden.[2] Portugal kende drie Europese landen en EK-deelnemers met een hogere positie op die ranglijst.
- België en Portugal troffen elkaar voorafgaand aan deze wedstrijd al achttien keer. België won vijf van die wedstrijden, Portugal zegevierde zes keer en zevenmaal eindigde het duel onbeslist. Deze landen ontmoetten elkaar nooit eerder op een groot eindtoernooi.
- Voor België was dit haar zesde deelname aan een EK-eindronde en de tweede op een rij. Drie keer eerder bereikte België de knock-outfase. Portugal nam voor een achtste maal deel aan een EK-eindronde en voor een zevende op een rij. Iedere keer bereikte Portugal de knock-outfase.
- België werd met negen punten groepswinnaar in groep B, boven Denemarken, Finland en Rusland. Portugal plaatste zich voor de achtste finales met vier punten en een derde plaats in groep F, achter Frankrijk en Duitsland en boven Hongarije.

## Wedstrijdgegevens[3]
| Datum                  | 26 juni 2021                                                                                           | 26 juni 2021                                                                                           |
| Aftrap                 | 21:00 uur                                                                                              | 21:00 uur                                                                                              |
| Wedstrijdnummer        | 40 | 40 |
| Stadion                | Estadio de La Cartuja, Sevilla                                                                         | Estadio de La Cartuja, Sevilla                                                                         |
| Toeschouwers           | 11.504                                                                                                 | 11.504                                                                                                 |
| Scheidsrechter         | Felix Brych                                                                                            | Felix Brych                                                                                            |
| Assistenten            | Gary Beswick Mark Borsch                                                                               | Gary Beswick Mark Borsch                                                                               |
| Vierde official        | Georgi Kabakov                                                                                         | Georgi Kabakov                                                                                         |
| Videoscheidsrechters   | Marco Fritz Christian Dingert (assistent) Christian Gittelmann (assistent) Bastian Dankert (assistent) | Marco Fritz Christian Dingert (assistent) Christian Gittelmann (assistent) Bastian Dankert (assistent) |
| Man van de wedstrijd   | Thorgan Hazard                                                                                         | Thorgan Hazard                                                                                         |
|                        | België                                                                                                 | Portugal                                                                                               |
| Doelpunten             | 1 | 0 |
| Gele kaarten           | 2 | 3 |
| Rode kaarten           | 0 | 0 |
| Wissels                | 3 | 5 |
| Schoten op doel        | 1 | 5 |
| Schoten naast doel     | 4 | 14 |
| Overtredingen          | 14 | 9 |
| Hoekschoppen           | 0 | 3 |
| Buitenspel             | 1 | 3 |
| Passnauwkeurigheid (%) | 84 | 88 |
| Balbezit (%)           | 44 | 56 |

| België | 1 – 0          | Portugal |
| (Thomas Meunier) Thorgan Hazard 42' | goals (assist) | |
| Roberto Martínez | bondscoach     | Fernando Santos |
| Thibaut Courtois Toby Alderweireld Thomas Vermaelen Jan Vertonghen ( 87') Thomas Meunier Youri Tielemans Axel Witsel Thorgan Hazard 90+5' Kevin De Bruyne 48' Romelu Lukaku Eden Hazard 87' | opstellingen   | Rui Patrício Diogo Dalot Rúben Dias Pepe Raphaël Guerreiro 55' João Moutinho 78' João Palhinha 78' Renato Sanches 55' Bernardo Silva Cristiano Ronaldo 70' Diogo Jota |
| Dries Mertens 48' Yannick Carrasco 87' Leander Dendoncker 90+5' | wissels        | 55' João Félix 55' Bruno Fernandes 70' André Silva 78' Danilo 78' Sérgio Oliveira                                                                                     |
| Thomas Vermaelen 72' Toby Alderweireld 81' | gele kaarten   | 45' João Palhinha 51' Diogo Dalot 77' Pepe |
| | rode kaarten   | |